# Réserve de la biosphère de Manicouagan-Uapishka
La Région de biosphère Manicouagan-Uapishka (RBMU) est une réserve de biosphère du Canada, elle est située au Québec dans la région de la Côte-Nord.

## Toponymie
Le vocable Uapishka désigne les monts Groulx, en Innu-aimun et signifie « sommets blancs ».

## Description

Logo de la réserve inspiré des contours du barrage de la rivière Manicouagan

Créée en 2007, le territoire de 55 000 km2 inclut la totalité du bassin de la rivière Manicouagan. Comme pour toutes les réserves de biosphère, elle vise la protection de la diversité écologique et culturelle ainsi que le développement durable de ce territoire.
Issues du programme de l'UNESCO L'homme et la biosphère, les régions de biosphère sont des laboratoires d'application local des concepts internationaux de développement durable.
On retrouve quatre régions de biosphère au Québec et dix-neuf au Canada.  La Commission canadienne pour l'UNESCO régit le programme à l'échelle nationale.

## Histoire
Le site est fréquenté depuis au minimum six ou sept mille ans, à la suite du retrait du dernier grand glacier continental par des communautés autochtones.

## Géographie
Le territoire s'étend de Pessamit à l'est jusqu'à Baie-Trinité à l'ouest et du fleuve Saint-Laurent au sud jusqu'au monts Groulx au nord. 
La ville centre est Baie-Comeau.

### Aires protégées
Manicouagan-Uapishka n'est pas une aire protégée mais en contient plusieurs :
- Réserve de biodiversité Uapishka
- Réserve de biodiversité de la Météorite
- Réserve écologique Louis-Babel

## Environnement et biodiversité
La majeure partie du territoire (46%) est dominée par les forêts de conifères.
La richesse spécifique est plus importante au nord de la réserve, au niveau des basses-terres du Saint-Laurent. Il est à noter la présence de hardes de caribous des bois. 
La chasse à l'orignal est autorisée dans la réserve.